# François Marie d'Angély
Pour les articles homonymes, voir Angély.
François Marie d'Angély (1735-1808), militaire français.
Page à la cour d'Anhalt en 1751, il a servi dans les armées prussiennes, danoises, et russes (1755-1774). Colonel des volontaires du prince de Nassau en 1779, il est l'aide-de-camp d'Antoine-Charles du Houx, baron de Vioménil, dans l'armée de Rochambeau. 
Émigré en 1791, il entreprend en 1793 une mission d'espionnage pour le Stathouder hollandais Guillaume V d'Orange-Nassau.